# Мангала
Ма́нгала (санскр. मंगल, IAST: Maṅgala) — название Марса в индийской астрологии, где Мангала — это одно из девяти небесных тел. Марс на санскрите также называют Ангарака («красноцветный») и Бха́ума («сын Бхуми»). В индуистской мифологии, Мангала — один из богов войны, покровитель соответствующей планеты. Он считается сыном богини земли Притхви или Бхуми. Мангала практикует целибат и является учителем оккультных наук. Под покровительством Мангалы находятся знаки Овна и Скорпиона.
В индуистском искусстве Мангала изображается с кожей красного или огненного цвета, с четырьмя руками, в которых он держит свои атрибуты: трезубец, булаву, цветок лотоса и копьё. Ваханой Мангалы является баран. Из дней недели Мангала управляет вторником.

## Происхождение
Согласно «Шива-пуране», когда Шива медитировал на горе Кайлас, с его лба на землю упали три капли пота. Из этих капель появился красивый четырёхрукий младенец с кожей красноватого цвета. Бхуми, персонифицированная земля, взрастила младенца, из-за чего тот получил имя Бхаума. Когда Бхаума подрос, он отправился в святое место Каши, где долгое время совершал суровые аскезы для удовлетворения Шивы. Довольный Бхаумой, Шива даровал ему в награду планету Марс. С тех пор Бхаума правит Марсом и известен под именем Мангала.
Однако, в большинстве текстов Мангала — сын Вишну в образе Варахи, родившийся, когда Вишну поднял Бхуми с глубин мирового океана.

## В астрологии
Джьотиша — индуистская астрология, которая описывает концепцию Накшатр, Наваграх.
Люди, рождённые под астрологическим влиянием Мангалы, называются мангаликами или мангликами из-за выпадения гласной. В Индии и Непале существует суеверие, что брак мангалика (мангалицы) и немангалика (немангалицы) повлечёт несчастье, например, раннюю смерть мужа. Поэтому в брачных объявлениях часто указывают мангала-статус невесты.

## Планета
Мангала как планета упоминается в различных индуистских астрономических текстах на санскрите, таких как Арьябхатия 5-го века Арьябхаты, Ромака 6-го века Латадевы и Панча Сиддхантика Варахамихиры, Кхандахадьяка 7-го века Брахмагупты и Сисядхивриддида 8-го века Лаллы. Эти тексты представляют Мангалу как одну из планет и оценивают характеристики движения соответствующих планет. Другие тексты, такие как Сурья Сиддханта, датированные периодом между 5 и 10 веками, сосредоточивают свои главы на разных планетах с их мифологическими божествами.
Рукописи этих текстов существуют в немного разных версиях, представляют движение Мангалы в небе, но различаются по своим данным, предполагая, что текст был открыт и исправлен на протяжении их жизни.
Индуистские ученые 1-го тысячелетия нашей эры оценили время, необходимое для звездных оборотов каждой планеты, включая Мангалу, на основе своих астрономических исследований с немного разными результатами:
| Источники | Источники          | Время оборота                                         |
| Индийские | Сурья Сиддханта    | 686 дней 23 часа 56 минут 23,5 секунды                |
| Индийские | Сиддханта Широмани | 686 дней 23 часа 57 минут 1,5 секунды                 |
| Прочие    | Птолемей           | 686 дней 23 часа 31 минута 56,1 секунды               |
| Прочие    | Современные данные | 20-го века 686 дней, 23 часа, 30 минут, 41,4 секунды. |

## Календарь и зодиак

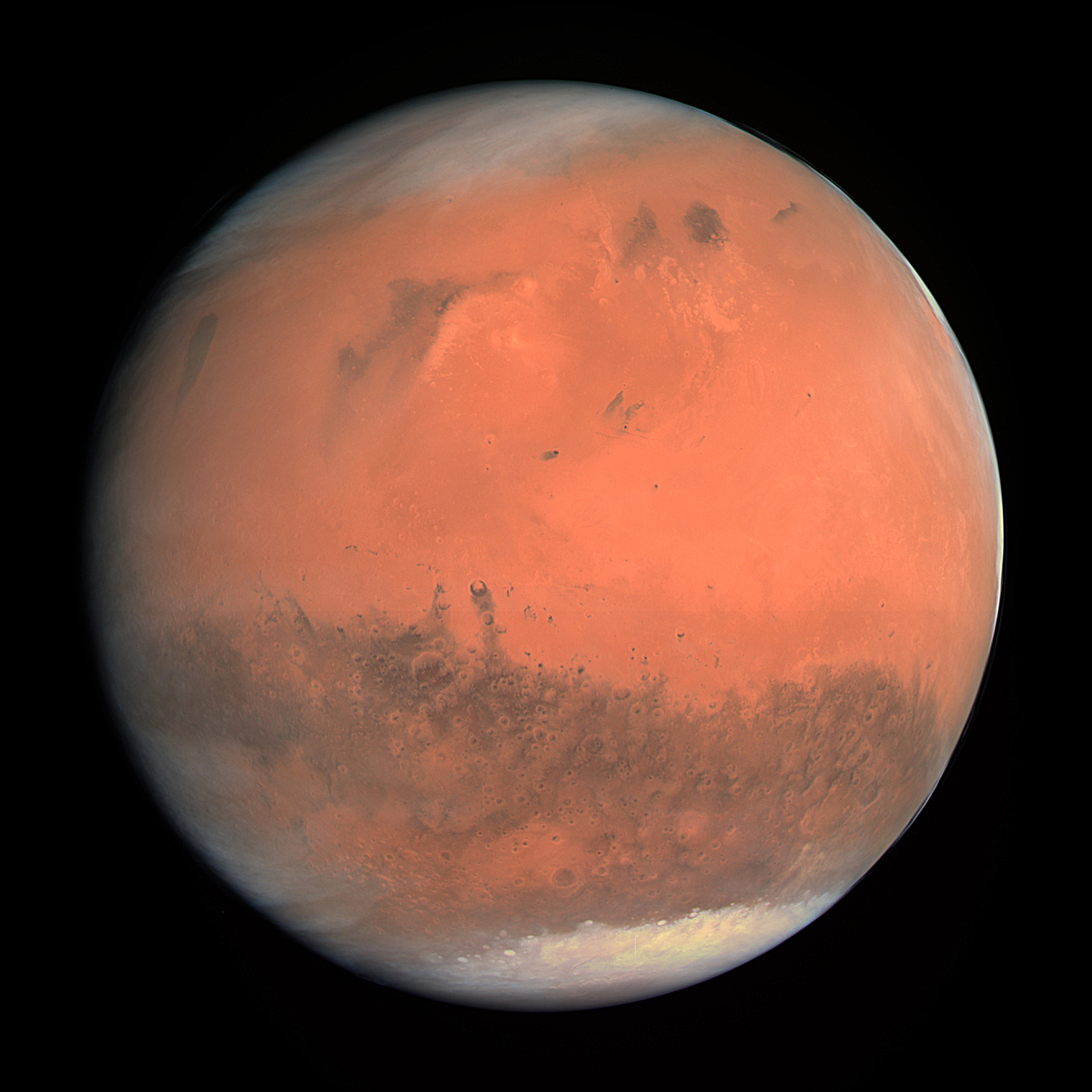
Мангала является богом планеты Марс.

Мангала — это корень слова «мангалавара», то есть вторник в индуистском календаре. Слово मंगल также означает «благоприятный», но планета मंगल считается вредоносной. Точно так же названия вторника в других индоевропейских языках часто происходят от римского бога Марса (например, латинского слова Martis «вторник») или бога, которому приписывают аналогичные характеристики. Корнем английского слова Tuуsday, например, является древнегерманский бог войны и победы Тив, более известный как Тюр. Мангала является частью Наваграх в индуистской системе зодиака.
Наваграхи со временем развивались под различным влиянием. Самая ранняя работа по астрологии, зарегистрированная в Индии, - это Веданга Джйотиша, которая начала составляться в 14 веке до нашей эры.
Обожествление планетных тел и их астрологическое значение произошло ещё в ведический период и было зафиксировано в Ведах. Классические планеты, включая Марс, упоминаются в Атхарваведе со второго тысячелетия до нашей эры. Наваграхе способствовал дополнительный вклад из Западной Азии, включая зороастрийские и эллинистические влияния. Яванаджатака, или «Наука о яванах», была написана индо-греком по имени Яванешвара («Владыка греков») во время правления царя западных кшатрапов Рудракармана I. Яванаджатака, написанная в 120 г. н.э., часто приписывается к стандартизации индийской астрологии. Наваграха получит дальнейшее развитие и достигнет кульминации в Эпоху Саков с появлением саков, или скифов. Кроме того, вклад народа саков станет основой индийского национального календаря, который также называется календарем саков.

## Иконография
Мангала окрашен в красный цвет или цвет пламени, он четырёхрукий, несёт трезубец, булаву, лотос и копье. Его вахана - баран.

## Другие имена
Марс (Мангала) также называют:
- Ангарака (санскр. अङ्गारक) - тот, кто красного цвета.
- Рактаварна (санскр. रक्तवर्ण) - чей цвет подобен крови[13].
- Бхаума (санскр. भौम) - сын Бхуми.
- Лохитанга (санскр. लोहिताङ्ग) - с красным телом (Лоха также означает Железо, поэтому также может означать Железное Тело).
- Куджа (санскр. कुज) - тот, кто рожден от Земли.
- Бха (санскр. भ) — сияющий[14].

## Стихи о Мангале
Слово Мангала является древним, впервые появляется ещё в Ригведе (2-е тысячелетие до н.э.) и упоминается грамматиком Патанджали (~ 2-й век до н.э.), но не как астрологический термин, а скорее для обозначения «благоприятно-успешной» (сиддха) структуры в литературных источниках. Панини тоже упоминает это в стихе I.3.1 в похожем контексте. В ведических текстах, утверждает Кристофер Минковски, нет упоминания о благоприятных ритуалах, благоприятном начале или времени проведения ритуала, а скорее о «мангале», поскольку благоприятные практики, вероятно, возникли в индийских традициях в средневековую эпоху (после середины 1-го тысячелетия н. э.). ), впоследствии проявившийся в индуизме, буддизме и джайнизме. Ритуальная школа мимамсы в индуизме не включала никаких мангала (благоприятных) стихов, связанных с планом «Мангала», ни в один из своих текстов на протяжении 1-го тысячелетия нашей эры.
В Маркандея-пуране есть выражение «मङ्गल्कवचम् स्तोत्र», относящаяся к планете «Мангал».